# Maison Wasastjerna
La maison Wasastjerna (finnois : Wasastjernan talo) maison Falander (finnois : Falanderin talo) est un bâtiment du quartier Vanha Vaasa de Vaasa en Finlande,.

## Histoire
La maison a été construite entre 1780 et 1781 par Abraham Falander (fi), un membre de la  famille bourgeoise la plus riche de Vaasa, qui a été anoblie en 1808 sous le nom de Wasastjerna.
À l'époque, c'est la seule maison privée en pierre de la ville.
Le bâtiment a deux étages d'habitation et deux étages d'entreposage.
Après la mort de Wasastjerna, la maison est louée comme habitation et dans les années 1840, entre autres au  Lycée de Vaasa Gymnasium et à la banque Vaasan säästöpankki s'installeront dans le bâtiment.
C'est l'un des rares bâtiments qui a survécu au grand incendie de Vaasa en 1852.
Au début du XXe siècle, le bâtiment était utilisé par l'ancienne pharmacie de Vaasa. 
Dans le cadre du 100eme anniversaire de l'incendie de Vaasa en 1952, la maison a été ouverte au public en tant que musée de l'ancien Vaasa.
La cour du musée est achevée dans les années 1950, lorsque des dépendances venant du nouveau Vaasa sont installées en bordure de la cour, une grange du XVIIIe siècle de Sulva, et la cabane de Louko d'Ylistaro, qui, selon les dires, a été sauvée de la destruction de la Grande colère.